# Yasin el Harrouk
Yasin el Harrouk (* 1991 in Stuttgart), auch bekannt unter seinem Künstlernamen Yonii, ist ein deutsch-marokkanischer Theaterschauspieler, Filmschauspieler und Musiker.

## Leben und Karriere
El Harrouk wurde in Deutschland als Sohn einer marokkanischen Gastarbeiterfamilie geboren und wuchs mit sechs Geschwistern in Stuttgart-Feuerbach auf. Nach dem Besuch einer Hauptschule lebte er vier Jahre lang in Marokko und kam dann zurück nach Stuttgart. Dort studierte er an der Hochschule für Musik und Darstellende Kunst Stuttgart Schauspiel.
Er spielte an verschiedenen Schauspielhäusern, unter anderem im Schauspiel Stuttgart, wo er 2009 unter der Regie von Volker Lösch in der Bühnenaufführung Wut die Rolle des Can gab. Im Jahr 2011 nahm er am Badischen Staatstheater Karlsruhe am Liederabend Anywhere but here von der Regisseurin Nina Wurman und am Wilhelma-Theater in Stuttgart an der Aufführung O Vater, armer Vater teil. 2012 gab er ein Gastspiel am Theater Freiburg und spielte dort Es gibt kein Zurück – Vorher/Nachher von Jennifer Grünewald.
Den Romeo spielte er 2014 in der Shakespeare-Adaption Selam Habibi in Basel an der Volksbühne. Sein Debüt in einer Titelrolle hatte er 2015 mit Shakespeares Othello am Theater Münster. In der Spielsaison 2015/2016 verkörpert el Harrouk den Jochanaan in einer Neuinszenierung von Salome an der Oper Stuttgart.
Einem größeren Publikum wurde er 2014 durch eine Hauptrolle im Fernsehkrimi Tatort: Der Wüstensohn bekannt.
Seit 2016 steht er bei dem Plattenlabel Kopfticker Records unter Vertrag.

## Filmografie
- 2014: Tatort – Der Wüstensohn
- 2014: 11:23–09:59 Projekt Angst
- 2017: Die Herberge
- 2017: Helen Dorn – Verlorene Mädchen
- 2017: Tatort – Am Ende geht man nackt
- 2017: Alarm für Cobra 11 – Die Autobahnpolizei – Der König von Ahjada
- 2017: Stralsund: Kein Weg zurück
- 2018: Herrliche Zeiten
- 2018: Dogs of Berlin
- 2019: Die Füchsin: Im goldenen Käfig
- 2023: Weißt du noch
- 2023: Der Usedom-Krimi (Fernsehreihe)
  - Geburt der Drachenfrau
  - Schlepper
- 2025: Die Drei von der Müllabfuhr – Schutzgeld (Fernsehreihe)

## Diskografie

### Alben
- 2017: Entre 2 Mondes
- 2019: Randale
- 2020: Ça Va Aller

### Singles
- 2017: Anonym[8]
- 2017: Lampedusa[9]
- 2017: Ziel Halal[10]
- 2018: Direction[11]
- 2018: Maison[12]
- 2018: Welt sehen[13]
- 2018: Leinwand[14]
- 2019: Cabaret[15]
- 2019: Randale[16]
- 2019: Martinique[17]
- 2019: Habibti[18]
- 2020: Fugazi (feat. Farid Bang; #4 der deutschen Single-Trend-Charts am 11. September 2020[19])
- 2020: Gorba[20]
- 2020: Gendarmerie[21]
- 2020: Milano[22]
- 2020: Mula[23]
- 2021: Yena[24]
- 2023: Mi Amore

### Als Gastmusiker
- 2017: Komm wir chillen (Capo feat. Yonii & Bausa)
- 2017: Polis (O.G. feat. Dardan & Yonii)
- 2018: Kredit (Olexesh feat. Yonii)
- 2018: Deja Vu (Mike Singer feat. Yonii)
- 2018: Bièn (Reda Rwena feat. Nimo & Yonii)
- 2018: Sayajins (Amar feat. Azad & Yonii)
- 2018: Frag Nicht Wo Ich War (Bozza feat. Joshi Mizu & Yonii)
- 2018: Santa Muerte (Dardan feat. Jubin & Yonii)
- 2019: Melatonin (Sido feat. Yonii & Beka)
- 2019: Sans Papiers (Max Herre feat. Yonii)
- 2020: Allez Allez (Farid Bang feat. Yonii)
- 2020: Chouya (O.G. feat. Yonii)
- 2021: Harraga (Schubi AKpella feat. Yonii, Mois, Maestro)[25]
- 2021: Keine Sorgen (O.G. feat. Yonii; #10 der deutschen Single-Trend-Charts am 15. Oktober 2021[26])

## Auszeichnungen & Nominierungen
- 2015: Bester Nachwuchsschauspieler beim 18. Studio Hamburg Nachwuchspreis[27]
- 2015: Nominiert in der Kategorie „Bester Hauptdarsteller“ beim Preis der Deutschen Akademie für Fernsehen 2015